# Луис Суарес (уругвайски футболист)
Вижте пояснителната страница за други личности с името Луис Суарес.
Луис Алберто Суарес Диас (на испански: Luis Alberto Suárez Díaz), роден на 24 януари 1987 г. в Салто е уругвайски футболист, нападател, футболист на американския Интер Маями. Започва кариерата си в Насионал, като сезон по-късно преминава в Гронинген, където изиграва отново един сезон. Суарес се утвърждава като отличен реализатор по време на престоя си в Аякс, като успява да се утвърди също и в английската Висша лига с екипа на Ливърпул. При червените Луис добива световна слава и през 2014 г. е привлечен от Барселона за сумата от 75 милиона паунда (94 милиона евро), където оформя страховито нападателно трио с Меси и Неймар. С екипа на каталунците Суарес печели по два пъти Примера Дивисион и Купата на краля и по веднъж Шампионската лига, Суперкупата на Европа и Световното клубно първенство. Удостоен е два пъти със Златната обувка – през 2014 г. и 2016 г. Има изиграни 134 мача за националния отбор на Уругвай и е най-добрият реализатор в историята на небесносините с 68 отбелязани гола. На 24 септември 2020 г. след 6 години в Барселона той става футболист на Атлетико Мадрид.

## Клубна кариера

### Насионал
С екипа на уругвайския Насионал Монтевидео Суарес става шампион на Уругвай през сезон 2005 – 2006 г. и завършва сезона с 12 гола в 34 мача, отбелязани във всички турнири.

### Гронинген
След успешния сезон в Насионал Монтевидео, Гронинген го купува за около 800 000 евро. В първия си сезон в Европа Суарес се представя добре като отбелязва 15 гола в 37 мача. Неговата впечатляваща игра привлича вниманието на други европейски клубове и по-късно бива продаден на Аякс.

### Аякс
През лятото на 2007 г. Суарес преминава в Аякс за 7,5 милиона евро. В дебюта си в Ередивиси Суарес вкарва гол, прави три асистенции и печели дузпа. В първия си мач на Амстердам Арена той отбелязва два гола срещу Хееренвеен и така продължава страхотния старт на кариерата си в Аякс. След това той отбелязва хеттрик срещу Вилем II. Суарес завършва първия си сезон в Аякс с 22 гола в 42 мача.
Сезон 2008 – 2009 уругваецът отново се представя на ниво, вкарвайки 28 гола в 43 мача и се нарежда втори сред голмайсторите в Ередивиси.
През сезон 2009 – 2010 Суарез се нарежда сред най-добрите голмайстори в Европа. Във втория мач от Ередивиси Луис отбеляза хеттрик. Той добавя още два гола към своята сметка срещу големият съперник ПСВ Айндховен, но въпреки това Аякс губи с 3:4. В плейофен мач за влизане в Лига Европа отбеляза още четири гола при победата над Слован Братислава. Месец по-късно Суарес отново отбеляза четири гола, но този път в лигата срещу ВВВ. Той вкарва гол и пропуска две дузпи срещу Тимишоара при победата на Аякс с 2:1 за достигане в елиминационната фаза на Лига Европа. През втората половина на сезона в мача срещу ВВВ този път Суарес отбелязва три гола. През този сезон той става голмайстор в Холандия с 35 попадения. Във всички турнири през сезона уругваецът отбелязва 49 гола в 48 мача.

### Ливърпул
На 28 януари 2011 г. в официалния сайт на Ливърпул е съобщено, че Суарес преминава в отбора срещу сумата от 26,5 милиона евро (23 милиона паунда). Уругваецът е привлечен за заместник на напусналия в посока Челси.
През първите си два сезона във Висшата лига Суарес се утвърждава като основен футболист на Ливърпул, но не успява в пълна степен да разкрие голмайсторския си потенциал, отбелязвайки едва 4 гола през втората половина на сезон 2010 – 2011 г. и 17 гола във всички турнири през сезон 2011 – 2012.
Сезон 2012 – 2013 и 2013 – 2014 са силни за Луис като той се доказва като един от най-добрите голмайстори във Висшата лига, отбелязвайки съответно 23 и 31 гола в шампионата. През сезон 2013 – 2014 става голмайстор на шампионата и печели Златната обувка на УЕФА. Завършва сезона наравно с Кристиано Роналдо по отбелязани голове като и двамата имат 31 шампионатни гола, носещи 62 точки в класацията за престижната награда. Луис е удостоен и с наградата за футболист на годината в Англия.

### Барселона
На 11 юли 2014 г., ФК Барселона обявява, че е постигнато споразумение с Ливърпул за привличането на Луис Суарес на Камп Ноу, а сделката е в размер на около 75 млн. паунда (94 млн. евро) с договор за 5 години. Футболистът получава фланелката с номер 9 от новия сезон, принадлежала на Алексис Санчес, продаден на Арсенал часове преди привличането на Суарез.
Луис Суарес пропуска първите мачове на Барса от новия сезон, тъй като получава наказание за ухапването срещу Джорджо Киелини в мача на Уругвай срещу Италия по време на Световното първенство по футбол 2014 в Бразилия. Наказанието му гласи, че са му забранени всякакви дейности свързани с футбола, дори и посещаването на стадиони като зрител. Наказанието му важи за следващите 9 мача за Уругвай и 4 месеца на клубно ниво. Така той няма право и да тренира с новия си отбор, но санкцията му не пречи за осъществяване на трансфера при каталунците.
В Барселона Луис играе в нападение заедно с Лионел Меси и Неймар. Нападателното трио често е наричано „МСН“ по първите букви от имената на тримата футболисти. Луис бързо се утвърждава в новия си отбор и играе неизменна роля в успехите на Барса. През сезон 2014 – 2015 каталунците печелят требъл, а до края на годината също и Суперкупата на Европа и Световното клубно първенство.

## Национален отбор
Суарес прави дебюта си за Уругвай на 8 февруари 2007 г. при победа с 3:1 срещу Колумбия. Изгонен е в 85-ата минута след втори жълт картон за оспорване на съдийско решение. Луис отбелязва 2 гола в 4 мача в квалификациите за Световното първенство през 2010 г. и заформя силен тандем в нападение с Диего Форлан.
През 2010 г. Оскар Табарес включва Суарес в състава на Уругвай за Световното първенство в ЮАР. Луис отбелязва първия си гол на Световното срещу Мексико в груповата фаза. В осминафинала той вкарва и двата гола при победата срещу Южна Корея с 2:1 и така Уругвай стига до четвъртфиналите за първи път след 1970 г. На четвъртфинала е изгонен в 120-а минута, защото срещу отбора на Гана, при резултат 1:1 предотвратява сигурен гол избивайки топката с ръка от голлинията. Отсъдената дузпа е пропусната от Асамоа Гиан. Впоследствие Уругвай побеждава след изпълнение на дузпи с 4:2.
Суарес взема участие на Копа Америка 2011, Уругвай печели турнира, а Луис получава наградата за най-добър футболист на турнира.
Суарес играе за Уругвай и на Световното първенство в Бразилия, където отборът достига осминафиналите. Участието му се запомня най-вече с инцидента между него и Джорджо Киелини в мача срещу Италия от груповата фаза. Луис ухапва Киелини по рамото след което бива наказан за следващите 9 мача на Уругвай, както и няма право да играе футбол на клубно ниво за 4 месеца.
Суарес се завръща в игра срещу Бразилия на 25 март 2016 г., като отбелязва гол в мача, завършил 2:2.

## Статистика

### Клубна кариера
Информацията е актуална към 18 октомври 2022 г.
| Клуб              | Сезон             | Шампионат | Шампионат | Купа1  | Купа1  | Континентални турнири2 | Континентални турнири2 | Други турнири3 | Други турнири3 | Общо   | Общо   |
| Клуб              | Сезон             | Мачове    | Голове    | Мачове | Голове | Мачове                 | Голове                 | Мачове         | Голове         | Мачове | Голове |
| ----------------- | ----------------- | --------- | --------- | ------ | ------ | ---------------------- | ---------------------- | -------------- | -------------- | ------ | ------ |
| Насионал          | 2004 – 05         | 0         | 0         | –      | –      | 1                      | 0                      | 0              | 0              | 1      | 0      |
| Насионал          | 2005 – 06         | 27        | 10        | –      | –      | 3                      | 0                      | 4              | 2              | 34     | 12     |
| Насионал          | Общо              | 27        | 10        | –      | –      | 4                      | 0                      | 4              | 2              | 35     | 12     |
| Гронинген         | 2006 – 07         | 29        | 10        | 2      | 1      | 2                      | 1                      | 4              | 3              | 37     | 15     |
| Гронинген         | Общо              | 29        | 10        | 2      | 1      | 2                      | 1                      | 4              | 3              | 37     | 15     |
| Аякс              | 2007 – 08         | 33        | 17        | 3      | 2      | 4                      | 1                      | 4              | 2              | 42     | 22     |
| Аякс              | 2008 – 09         | 31        | 22        | 2      | 1      | 10                     | 5                      | –              | –              | 43     | 28     |
| Аякс              | 2009 – 10         | 33        | 35        | 5      | 8      | 9                      | 6                      | –              | –              | 47     | 49     |
| Аякс              | 2010 – 11         | 13        | 7         | 1      | 1      | 9                      | 4                      | 1              | 0              | 24     | 12     |
| Аякс              | Общо              | 110       | 81        | 11     | 12     | 32                     | 16                     | 5              | 2              | 158    | 111    |
| Ливърпул          | 2010 – 11         | 13        | 4         | 0      | 0      | 0                      | 0                      | –              | –              | 13     | 4      |
| Ливърпул          | 2011 – 12         | 31        | 11        | 8      | 6      | –                      | –                      | –              | –              | 39     | 17     |
| Ливърпул          | 2012 – 13         | 33        | 23        | 3      | 3      | 8                      | 4                      | –              | –              | 44     | 30     |
| Ливърпул          | 2013 – 14         | 33        | 31        | 4      | 0      | 1                      | 0                      | –              | –              | 37     | 31     |
| Ливърпул          | Общо              | 110       | 69        | 15     | 9      | 8                      | 4                      | –              | –              | 133    | 82     |
| Барселона         | 2014 – 15         | 27        | 16        | 6      | 2      | 10                     | 7                      | –              | –              | 43     | 25     |
| Барселона         | 2015 – 16         | 35        | 40        | 4      | 5      | 9                      | 8                      | 5              | 6              | 53     | 59     |
| Барселона         | 2016 – 17         | 35        | 29        | 6      | 4      | 9                      | 3                      | 1              | 1              | 51     | 37     |
| Барселона         | 2017 – 18         | 33        | 25        | 6      | 5      | 10                     | 1                      | 2              | 0              | 51     | 31     |
| Барселона         | 2018 – 19         | 33        | 21        | 5      | 3      | 10                     | 1                      | 1              | 0              | 49     | 25     |
| Барселона         | 2019 – 20         | 28        | 16        | 0      | 0      | 7                      | 5                      | 1              | 0              | 36     | 21     |
| Барселона         | Общо              | 191       | 147       | 27     | 19     | 55                     | 25                     | 10             | 7              | 283    | 198    |
| Атлетико Мадрид   | 2020 – 21         | 32        | 21        | 0      | 0      | 6                      | 0                      | –              | –              | 38     | 21     |
| Атлетико Мадрид   | 2021 – 22         | 35        | 11        | 2      | 1      | 7                      | 1                      | 1              | 0              | 45     | 13     |
| Атлетико Мадрид   | Общо              | 67        | 32        | 2      | 1      | 13                     | 1                      | 1              | 0              | 83     | 34     |
| Насионал          | 2022              | 12        | 5         | –      | –      | 2                      | 0                      | –              | –              | 14     | 5      |
| Насионал          | Общо              | 12        | 5         | –      | –      | 2                      | 0                      | –              | –              | 14     | 5      |
| Общо за кариерата | Общо за кариерата | 546       | 354       | 57     | 41     | 114                    | 47                     | 24             | 14             | 744    | 457    |

1Купите включват Купа на Холандия, ФА Къп, Лига къп и Купа на Испания

2Континенталните турнири включват Копа Либертадорес, Купа на УЕФА, Лига Европа и Шампионска лига

3Други турнири включват плейофи, Суперкупа на Холандия, Суперкупа на Испания, Суперкупа на Европа и Световно клубно първенство

### Национален отбор
Информацията е актуална към 27 септември 2022 г.
| Уругвай | Уругвай | Уругвай |
| Година  | Мачове  | Голове  |
| ------- | ------- | ------- |
| 2007    | 6       | 2       |
| 2008    | 10      | 4       |
| 2009    | 12      | 3       |
| 2010    | 11      | 7       |
| 2011    | 13      | 10      |
| 2012    | 8       | 4       |
| 2013    | 16      | 9       |
| 2014    | 6       | 5       |
| 2015    | 0       | 0       |
| 2016    | 8       | 3       |
| 2017    | 5       | 2       |
| 2018    | 11      | 6       |
| 2019    | 7       | 4       |
| 2020    | 3       | 4       |
| 2021    | 12      | 2       |
| 2022    | 6       | 3       |
| Общо    | 134     | 68      |

### Голов коефициент
Информацията е актуална към 18 октомври 2022 г.
| Общо за кариерата | Общо за кариерата | Общо за кариерата | Общо за кариерата |
| Отбор             | Мачове            | Голове            | Голове на мач     |
| ----------------- | ----------------- | ----------------- | ----------------- |
| Клубни отбори     | 744               | 457               | 0,61              |
| Уругвай           | 134               | 068               | 0,51              |
| Общо              | 878               | 525               | 0,6               |

## Успех

### Насионал
- Примера Дивисион – 2 (2006, 2022)

### Аякс
- Ередивиси – 1 (2011)
- Купа на Холандия -1 (2010)

### Ливърпул
- Купа на лигата – 1 (2012)

### Барселона
- Шампионска лига – 1 (2015)
- Суперкупа на Европа – 1 (2015)
- Световно клубно първенство – 1 (2015)
- Примера Дивисион – 4 (2015, 2016, 2018, 2019)
- Купа на Kраля – 4 (2015, 2016, 2017, 2018)

### Атлетико Мадрид
- Примера Дивисион – 1 (2021)

### Уругвай
- Копа Америка – 1 (2011)

## Индивидуални
- Златна обувка – 2 (2014, 2016)
- Идеален отбор на сезона в Шампионската лига – 1 (2015)
- Идеален отбор за годината в Англия – 2 (2013, 2014)
- Идеален отбор за годината на ESM – 2 (2014, 2015)
- Футболист на годината в Англия – 1 (2014)
- Футболист на годината в Холандия – 1 (2010)
- Футболист на годината на Ливърпул – 2 (2013, 2014)
- Футболист на годината на Аякс – 2 (2009, 2010)
- Голмайстор на Примера Дивисион – 1 (2016)
- Голмайстор на Висшата лига – 1 (2014)
- Голмайстор на Ередивиси – 1 (2010)
- Голмайстор на Купата на Холандия – 1 (2010)
- Голмайстор на Ливърпул – 3 (2012, 2013, 2014)
- Голмайстор на Аякс – 2 (2009, 2010)
- Най-добър футболист на Копа Америка – 1 (2011)
- Златна топка на Световно клубно първенство – 1 (2015)

## Рекорди
- Най-много голове за Уругвай – 68